# Gorreto
Gorreto  (en ligur Gorreio, Goreio o Gorrejo) és un comune italià, situat a la regió de la Ligúria i a la ciutat metropolitana de Gènova. El 2011 tenia 106 habitants.

## Geografia
Es troba en la unió del torrent Dorbera i el riu Trebia, a l'alta vall homònima, al nord de Gènova, compta amb una superfície de 18,88 km² i les frazioni d'Alpe, Borgo, Bosco, Canneto, Fontanarossa, Pissino i Varni. Limita amb les comunes de Carrega Ligure, Fascia, Ottone i Rovegno.